# Нижняя челюсть
Ни́жняя че́люсть (лат. mandibula) — непарная костная структура, образующая нижний отдел лицевого черепа. Является единственной подвижной костью в черепе взрослого человека.

## Строение нижней челюсти[1]
1. альвеолярная часть (лат. pars alveolaris) — край тела челюсти, где расположены ячейки зубов;
2. тело нижней челюсти (лат. corpus mandibula);
3. подбородочное отверстие (лат. foramen mentale);
4. нижнечелюстной канал (лат. canalis mandubilaris);
5. угол нижней челюсти (лат. angulus mandibulae);
6. ветви нижней челюсти (лат. ramus mandibulae);
7. мыщелковые отростки (лат. processus condylaris);
8. венечные отростки (лат. processus coronarius);
9. нижнечелюстное отверстие (лат. foramen mandibulae);
10. головка нижней челюсти (лат. caput mandibulae).

## Описание

### Ветви
Ramus (с лат. — «Ветвь») нижней челюсти человека имеет четыре стороны, две поверхности, четыре границы и два отростка. Снаружи ветвь плоская, в нижней части обозначена косыми выступами, которые обеспечивают её прикрепление к жевательной мышце почти на всем протяжении.
С внутренней стороны в центре имеется косое отверстие для входа нижних альвеолярных сосудов и нерва. Поля этого отверстия неодинаковы; он представляет собой спереди выступающий гребень, увенчанный острым шипом, язычком нижней челюсти, который дает прикрепление к клиновидно-нижнечелюстной связке; в ее нижней и задней части есть выемка, от которой наклонно вниз и вперед идет подъязычная борозда, в которой находятся подъязычные сосуды и нерв. Позади этой бороздки находится шероховатая поверхность для прикрепления медиальной крыловидной мышцы. Нижнечелюстной канал идет наклонно вниз и вперед в ветви ветви, а затем горизонтально вперед в теле, где он помещается под альвеолами и сообщается с ними небольшими отверстиями. Достигнув резцов, он поворачивается обратно, чтобы сообщаться с подбородочным отверстием, образуя два небольших канала, которые ведут к полостям, содержащим резцы. В задних двух третях кости канал расположен ближе к внутренней поверхности нижней челюсти; а в передней трети - ближе к ее наружной поверхности. Он содержит нижние альвеолярные сосуды и нерв, от которых ветви разносятся к зубам.

## Онтогенез
Нижняя челюсть происходит из мезэктодермы и относятся к висцеральному скелету. Развивается из хрящей первой (I) жаберной (или челюстной) дуги. Нижняя челюсть человека имеет гораздо меньшие размеры, чем таковые у ископаемых гоминид и современных человекообразных обезьян. Например, кальвариомандибулярный индекс (число, выражающее вес нижней челюсти в процентах веса черепа без нижней челюсти) у гориллы составляет 40—45, а у человека около 15. Членораздельная речь и артикуляция были бы невозможны при большой массе и размерах челюсти. Также при прямой посадке головы человека и расположении нижней челюсти перпендикулярно к позвоночнику её большая масса могла бы затруднить пережёвывание пищи. Считается, что укорочение лица человека и ослабление его жевательного аппарата произошло из-за перехода с сырой и неразделанной пищи на еду, измельчённую инструментами (каменные ножи) и размягчённую термической обработкой.